# Ploskana brevicornis
Ploskana brevicornis är en stekelart som beskrevs av Boucek 1976. Ploskana brevicornis ingår i släktet Ploskana och familjen puppglanssteklar. Inga underarter finns listade i Catalogue of Life.